# Moghreb Athlétic de Tétouan
Moghreb Athlétic de Tétouan (em árabe: المغرب التطواني; anteriormente Atlético Tetuán e também chamado de Moghreb Tétouan, sigla MAT) é um clube de futebol de Marrocos da cidade de Tétouan. O clube foi fundado em 1922.

## História
Em 1917, Tétouan viu a aparição dos seus primeiros clubes de futebol, o Sporting de Tetuán e El Hispano Marroquí ("Os espanhóis marroquinos"). Um ano mais tarde, estes dois clubes são fundidos dando origem ao "Clube Atlético".
Durante o Protetorado Espanhol do Marrocos o clube jogou a temporada 1951–52 da Liga espanhola depois de vencer Segunda División espanhola (grupo do sul) na temporada 1950–51.
Depois da independência, o clube foi dividido em duas agremiações: Club Atlético Magrebe e outro que se fundiu como Sociedad Deportiva Ceuta para formar o Atlético Ceuta, jogando na Tercera División espanhola.

## Participação na Copa do Mundo de Clubes da FIFA de 2014
Em 2014, o Athletic Tétouan disputou o Mundial de Clubes da FIFA, jogando apenas um jogo, em que empatou em 0 a 0 com o Auckland City, da Nova Zelândia, no tempo normal e prorrogação, perdendo nos pênaltis por 4 a 3, terminando a competição em 7º e último lugar.
| 10 de dezembro | Moghreb Tétouan | 0 – 0 (pro) | Auckland City | Estádio Príncipe Moulay Abdellah, Rabat   |
| 19:30          |                 | Relatório   |               | Público: 35 247 Árbitro: GUA Walter López |

|                                  |       | Penalidades                   |  |
| Jahouh Krouch Fall Naïm Khallati | 3 – 4 | Payne Irving White Bilen Issa |  |

## Títulos

### Nacionais
- Campeonato Marroquino: 2

(2011–12, 2013–14)
- Campeonato Marroquino - Segunda Divisão: 4

(1964-65, 1993-94, 1996-97, 2004-05)